# Conjectura de Coase
A conjectura de Coase, assim chamada por ter sido desenvolvida pela primeira vez por Ronald Coase, é uma ideia analítica da teoria do monopólio. A conjectura configura uma situação em que um monopolista vende um bem durável num mercado onde a revenda é impossível e se confronta com consumidores que têm diferentes avaliações do produto.
Segundo a conjectura, um monopolista que não conheça as avaliações individuais terá de vender o seu produto a um baixo preço se tentar segmentar os consumidores oferecendo preços diferentes em diferentes períodos. Isto verifica-se porque o monopólio está, com efeito, em concorrência de preço consigo próprio ao longo de vários períodos e o consumidor com a avaliação mais alta, se for suficientemente paciente, pode simplesmente esperar pelo menor preço.  Assim, o monopolista terá de oferecer um preço competitivo no primeiro período que será baixo.
A conjectura verifica-se somente quando há um horizonte de tempo infinito, caso contrário uma ação possível para o monopolista seria anunciar um preço muito alto, até ao último momento do período, e depois vender a preço de monopólio estático no último período. O monopolista poderia evitar este problema se mantivesse uma estratégia linear e estável de preços ou adotar outras estratégias de venda.

## Modelo simples com dois consumidores
Admita-se que há dois consumidores, designados por {\displaystyle X} e {\displaystyle Y} que atribuem ao bem o valor de {\displaystyle x} e {\displaystyle y} respectivamente. Os valores atribuidos são tais que {\displaystyle x<y<2x}. O monopolista não pode identificar individualmente os consumidores mas sabe que existem duas diferentes avaliações do bem.  Trata-se de um bem durável, de modo que quando o compra, o consumidor irá usá-lo em todos os períodos subsequentes. Isto significa que após a venda a todos os consumidores, o monopolista não poderá realizar mais vendas. Admita-se igualmente que a produção é de tal modo que o custo médio e o  custo marginal são ambos iguais a zero.
O monopolista poderia tentar cobrar o {\displaystyle preco=y} no primeiro período e depois, no segundo período, o {\displaystyle preco=x}, assim efectuando a discriminação de preços. Mas isto faz com que o consumidor {\displaystyle Y} não compre no primeiro período porque, se esperar, poderá ter um preço igual a {\displaystyle x}. Para fazer com que o consumidor {\displaystyle Y} fique indiferente entre comprar no primeiro período ou no segundo, o monopolista terá de cobrar um {\displaystyle preco=dx+(1-d)y} em que {\displaystyle d} é um factor de desconto entre 0 and 1. Este preço é tal que {\displaystyle dx+(1-d)y<y}.
Assim, ao esperar, {\displaystyle Y} força o monopolista a concorrer no preço consigo próprio no futuro.

## nconsumidores
Imagine que há {\displaystyle n} consumidores que avaliam o bem entre {\displaystyle y} e um valor próximo mas acima de zero. O monopolista quererá vender ao consumidor que está disposto a pagar menos.  Isto porque não há custo de produção e terá lucro desde que cobre um preço acima de zero. Assim, para discriminar os consumidores, o monopolista irá cobrar ao primeiro consumidor {\displaystyle (1-d^{n})y}, em que {\displaystyle n} é o número de consumidores. Se o factor de desconto for suficientemente alto, este preço será próximo de zero. Assim se demonstrando a conjectura.